# Carroll (Ohio)
Pour les articles homonymes, voir Carroll.
Carroll est un village américain situé dans le comté de Fairfield, dans l'Ohio. Selon le recensement de 2010, sa population est de 524 habitants.